# Тотонаки
Тотонаки — стародавній індіанський народ Месоамерики. Відомий з VII ст. н. е. Зазнало впливу культури Веракрус. У XV ст. був підкорений ацтеками. На початку XVI ст. добровільно визнав зверхність короля Іспанії. Натепер мешкає на сході Мексики — у штатах Веракрус, Ідальго та Пуебла.

## Історія
Тотонаки в перекладі з мови науатль означає «люди гарячої країни». Появу тотонаків дослідники відмічають з VII ст. Невідомо звідки вони прибули. Поселяються на півночі сучасного штату Веракрус та частково в Пуебло, насамперед біля чи навколо міст культури Веракрус. Перший період приходить на VII—XII ст., що характеризується поступовим запозиченням знань від народу культури Веракрус. Поступово тотонаки беруть під контроль їхнє релігійне й культурне місто  — Тахін. Нині навіть невідомо, як саме веракрусівці його називали, оскільки Тахін — це суто тотонакська назва, що перекладається як «Місто грому» (було присвячено голові тотонакського пантеону). Тому період Ель-Тахіна з IX до XIII ст. є вже тотонакським. Саме це місто стало своєрідним переходом культур — від Веракрусу до тотонаків. Разом з культурними здобутками від культури Веракрус тотонаки не перейняли повністю їхньої політичної структури. Другий період охоплював від XIII — початку XVI ст., так званий період Кемпоали.
Тотонаки не створили власної держави або на кшталт політичного об'єднання. Вони представляли собою своєрідну нестійку конфедерацію, де в кожному поселені був свій вождь. Вони об'єднувалися лише перед зовнішнім ворогом. Лише в горах Сакатлана тотонаками був створений більш міцний військово-політичний союз. Основними містами були Семпоала, Ель-Тахін, Шалапа, Папантла. Водночас політичним центром тотонакської конфедерації, яку ацтеки називали Тотонакапан, було місто Семпоала. Остання посіла провідне місто після частково занепаду Ель-Тахіна у XII ст. Місто Семпоала займало площу більш як 5 км².
У XV ст. вожді тотонаків вступили в союз з уастеками задля протидії експансії Потрійного союзу. Водночас розширити свій вплив південніше, встановивши торговельні політичні зв'язки з державами мая.
У 1450—1455 роках, користуючись голодом у Мексиканській долині, тотонаки, що зібрали добрий врожай, почали за маїс купувати в рабство жителів Теночтітлана, Тескоко, Тлакопана, Шочімілько та інших міст. На куплених надягали особливий рабський нашийник і забирали до їхніх нових господарів. Деякі ацтеки намагалися переселитися в тотонакські райони. Зголоднілі люди продавалися не лише в рабство, а й — з метою врятувати хоч частину сім'ї — продавали самих себе жерцям для принесення в жертву, щоб умилостивити природу.
Втім це не зупинило правителів Потрійного союзу. Спочатку військову кампанію проти деяких селищ тотонаків провів Несауалькойотль. Близько у 1455 році тотонаки з області Куетлаштла стикнулися з вимогою тлатоані Монтесуми I визнати зверхність Теночтітлана. Присутні на черговому святі, що відбувалося на той час в Семпоалі, гості — представники Тлашкали, обурені домаганнями Теночтітлана, порадили тотонакам не лише відмовити ацтекам, але і вбити їхніх послів, що й було зроблено. Лише дві людини уникли загибелі й повідомили про все Монтесуму I, який наказав виступити в похід на Куетлаштлу. Коли там дізналися про наближення ацтеків, то попросили допомоги у тлашкальців, які обіцяли її раніше, проте останні не дотрималися обіцянки. В жорстокій битві тотонаки зазнали поразки. Ацтеки, захопили в полон багато вояків тотонаків, яких було використано для ритуальних жертвоприношень. На тотонаків Кутлашли була накладена важка данина — кожні 80 днів відправляти товари землеробства, рибальства, тканини, одяг. Крім того, в Куетлаштлу як правителя відправлено знатного ацтека Пінотле. Він разом зі своїми близькими вирушив до Куетлаштлу, де, крім іншого, стежив за збиранням і відправкою в Теночтітлан данини. Згодом усі землі тотонаків підкорилися ацтекам.
Під час великого голоду в імперії ацтеків у 1505—1507 роках, райони тотонаків, підданців Теночтітлану, не постраждали. Тому багато мешканців Анаунака (Мексиканської долини) переселилися на їхні землі. Тотонаки, що могли виставити військо у 50 тис. вояків, постійно повставали проти влади ацтеків. Навіть останній великий тлатоані Монтесума II проводив проти них військові кампанії. Саме він підкорив останню область тотонаків —— Шалапу (зі столицею тієї ж назви).
На 1519 рік населення столиці конфедерації Кеміпоала становило близько 25-30 тис. осіб, нараховувалося 50 містечок, загалом чисельність тотонаків становила 250 тис. осіб. У 1519 році з появою іспанців на чолі з Ернаном Кортесом тотонаки на чолі з одним зі своїх вождів Тлакочкалькатлєм добровільно перейшли на їхній бік. У липні того ж року тотонаки сприяли іспанцям у заснуванні теперішнього міста Веракрус. Надалі брали участь у більшості кампаній проти Теночтітлану. Вони зберегли вірність іспанцям після Ночі скорботи. У 1521 році брали участь в облозі Теночтітлана.
За часів колоніального періоду, а потім незалежності Мексики тотонаки зуміли переважно зберегти свої традиції. Нині чисельність тотонаків становить більш ніж 400 тис. осіб.

## Мова
Належить до групи тотонакських мов. Тотонакська мова збереглася здебільшого там, де в іспанців не було економічних інтересів. Транспорт і комунікації таких місць були не найкращими, а також у Тотонакапані, здебільшого, були відсутні мінеральні ресурси.

## Господарська діяльність
Тотонакі завжди були хорошими землеробами. В давнину спеціалізувалися на вирощуванні нарівні з іншими культурами маніоки і батат. Втім, славу їм принесла культивація ванілі, яка дуже цінувалася у заможних верств Месоамерики. Області тотонаків до приходу іспанських конкістадорів були найбільшим центром з вирощування ванілі. Також тотонаки постачали іншим народам Мексики морські мушлі, морську рибу, черепах та їхні панцири, нафту, меді і віск. Наслідуючи традиції культури Веракрус, тотонаки продовжували вирощувати бавовник.
Нині основа їхнього харчування — продукти власного землеробства, зокрема маїс, батат, маніока, гуаява, папая квасоля, гарбузи, перець, банани, цукрова тростина, ваніль, ананаси. Багато з цього продається за межами тотонакських громад. Розвинені птахівництво, рибальство, свинарство та бджолярство, виробництво текіли. З 1940 року задіяні також у нафтовій промисловості.

## Культура

### Побут
З давніх-давен мешкали переважно у сільській місцевості. Мешкають в хатинах з осоки з солом'яними дахами. У горах будинки будують із цегли, обмазаної глиною або біленої. Дах — черепичний. Кухня і кошари зводяться окремо.
Традиційний чоловічий одяг являє собою білі сорочки та штани. Раніше дорослі чоловіки наносили на себе татуювання чорного кольору. На ногах раніше носили сандалі, тепер — чоботи. Традиційний жіночий одяг являє собою білу довгу спідницю, білу кофту без рукавів, тапум — накидку з орнаментом. Зачіски прикрашають стрічки, пір'я кетцаль та квіти, носять також нефритове намисто і сережки.

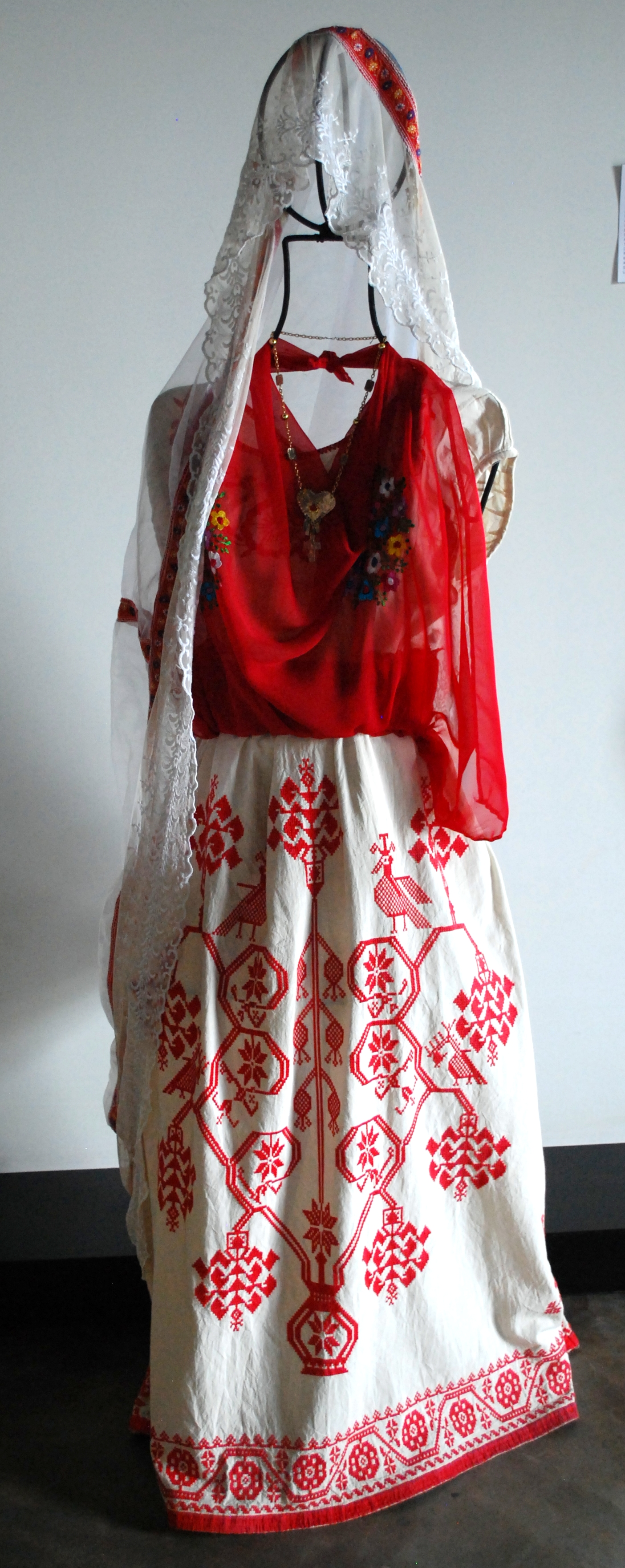
Жіночий одяг
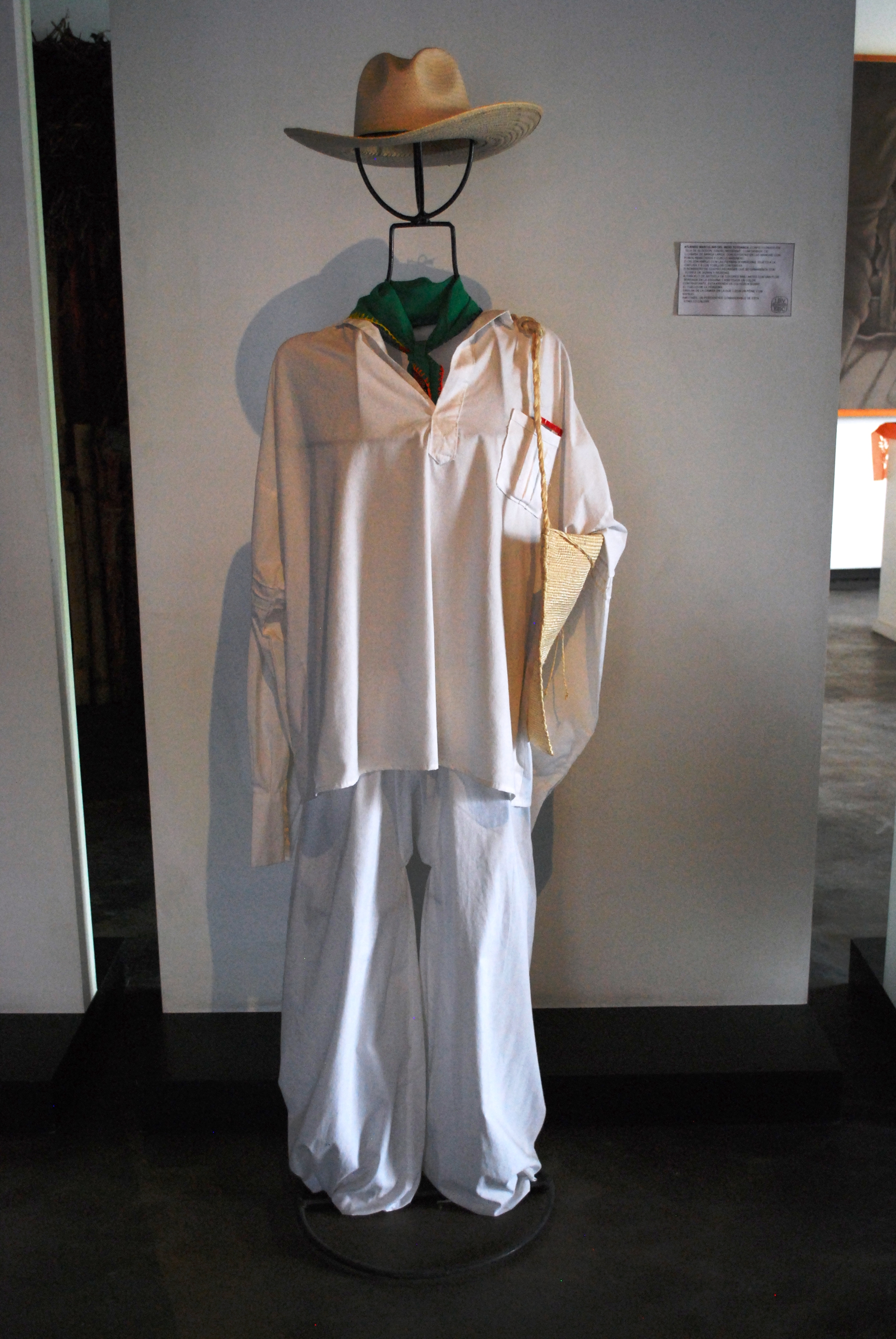
Чоловічий одяг

### Архітектура
У доколумбовий період в містах була розвинена монументальна архітектура та скульптура. Переважно вона відома з опису іспанцями столиці тотонаків Кемпоали та Ель-Тахіна.
Місто Ель-Тахін займало площу більш як 10 км² на пагорбах, укритих щільним дощовим лісом. Загалом для його архітектурного стилю характерні зворотні скоси, карнизи, ніші, панно з візерунками у вигляді «грецького» меандру, великими відкритими вікнами і пласкими дахами завтовшки до 85 см, що не вимагали ніяких проміжних опор. Особливо цікава споруда Ель-Тахіна — це семиповерхова піраміда з сотнями ніш (відома під назвою Лос-Нічос), прикрашена рельєфними зображеннями зміїв. На одній із сторін цієї піраміди споруджені сходи, що налічують 364 сходинок — за кількістю днів у році. Останній день — 365-й — знаменував собою майданчик на вершині піраміди.
Іншим прикладом стилю є Південний майданчик для гри в м'яч з 6 кам'яними панно з мистецьки вирізаними барельєфами, що зображують різних персонажів і гравців в м'яч, і прикрашеними завитками. Втім на думку частини дослідників усі ці будівлі були зведені за часів культури Веракрус. Тому приналежність їх тотонакським майстрам залишається під питанням. До 1200 року Ель-Тахін остаточно залишили.
Назва «Семпоала» означає «достаток води», що підтверджується складної міською системою водопостачання. Акведуки подавали воду до викладених камінням підземним каналам, які розгалужувалися по всьому місту. Система, що застосовувалася для подачі води в будинки, складалася з дещо похилого каналу, що веде до домового резервуару, від якого до наступного будинку йшов інший канал, і так далі. Від останнього будинку випускний канал подавав воду до зрошувального каналу.
Головні релігійні споруди Кемпоали були з'єднані у величезний комплекс, який займав приблизно 5000 м². Основними центрами відправлення релігійного культу служили обидві головні піраміди комплексу. Іншою святинею був так званий «Храм черепів», стіни якого були прикрашені незліченною кількістю виліплених з глини людських черепів, розташованих один над одним 5 рядками.

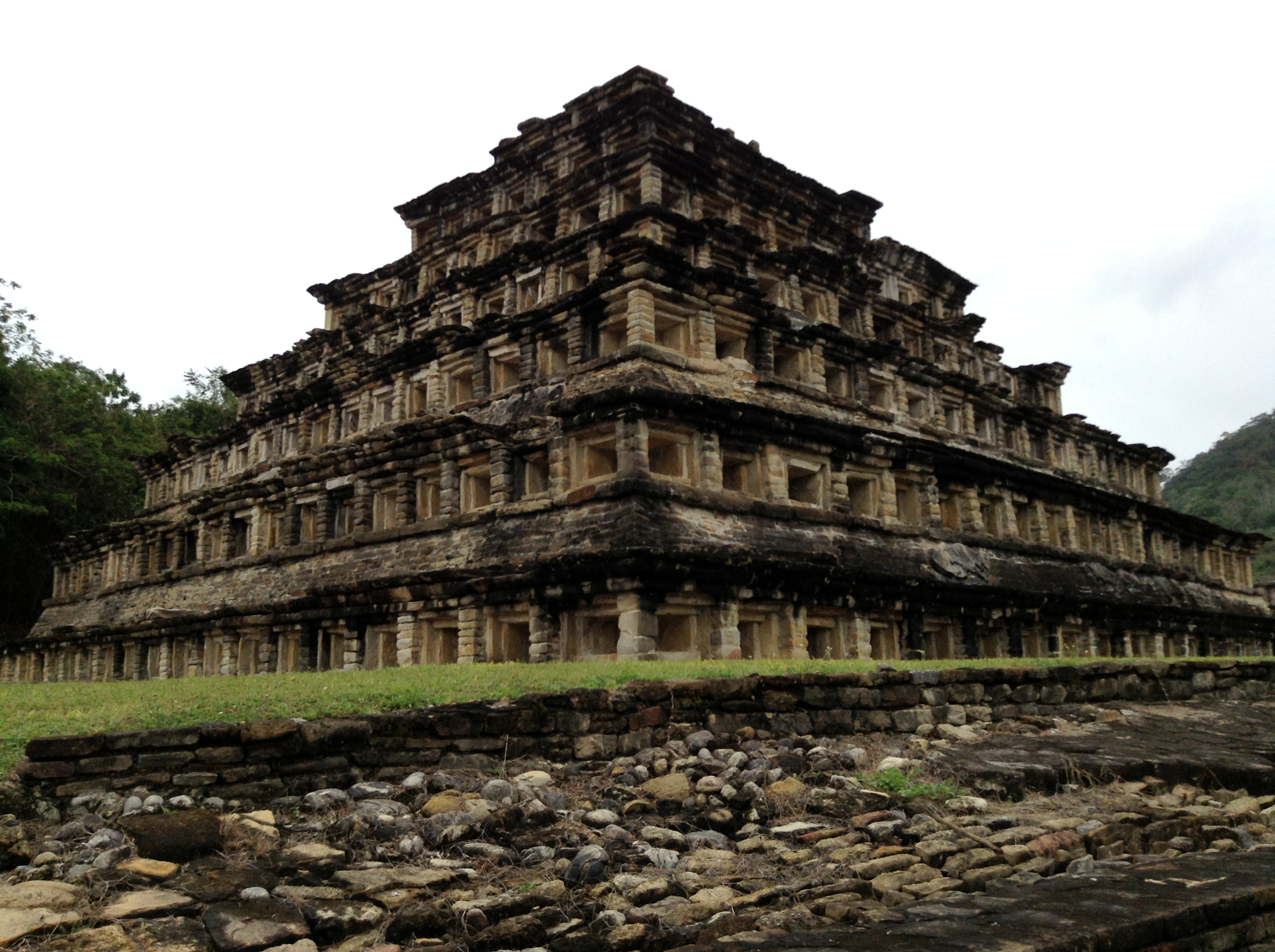
Піраміда Лос-Нічос. Ель-Тахін
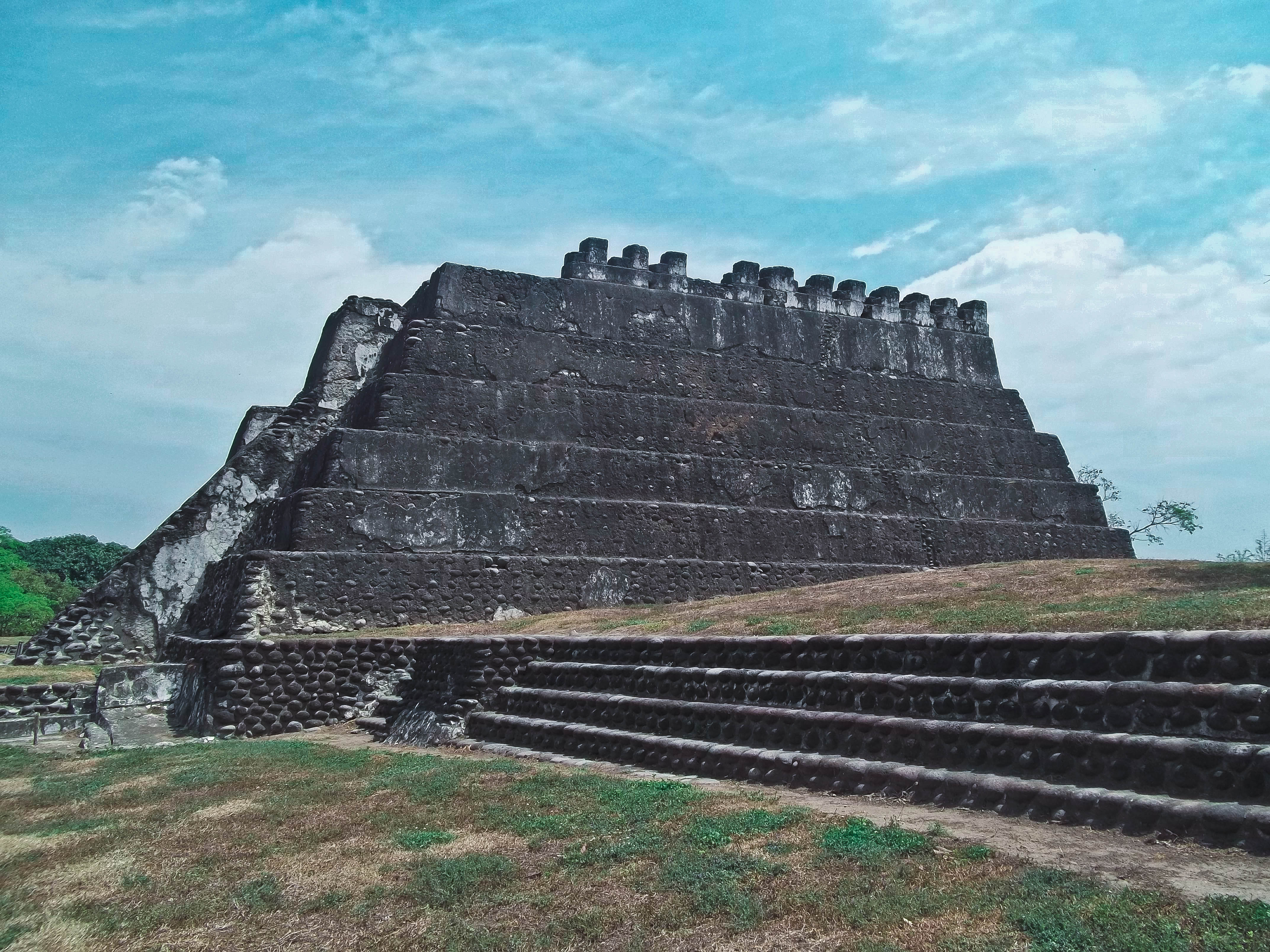
Піраміда. Семпоала

### Скульптура
Значною мірою на розвиток традицій скульптури тотонаків справила вплив культура Веракрус. Основні види скульптурних творів — «юго» (ярмо), «пальма» і «ача» (сокира), форма яких нагадує названі предмети.
«Юго» (ярмо) — це кам'яне зображення запобіжних пов'язок, які у вигляді великих щитків одягалися на живіт гравця в м'яч і робилися з легкого матеріалу. Створювалися з ретельно відполірованого зеленуватого граніту, порфіру, жадеїту або діориту. Зазвичай вони зображують жабу — похоронний знак Землі, або ягуара, тулуб якого викарбувано на двох половинах «юго», а голова виступає вперед, іноді ці зображення супроводжуються іншими фігурами.
«Пальма» (пальмовий лист) також атрибут гравця в м'яч, робилася майже завжди з вапняку або граніту і зображала людей, божества, символічних тварин і навіть абстрактні поняття. Використовувалися вони і в похоронних обрядах, їх знаходять в похованнях тотонаків.
«Ача» (сокира) зображує зазвичай людську голову, найімовірніше, людини, обожненої після смерті, а також різні божества, підпорядковуючи їх вигляд формі даного предмета і зображуючи завжди в профіль по обидві боки обличчя. Вони служили архітектурними елементами стін і завжди були пов'язані з ідеєю сонця, світла і темряви.
В пізніший час створюються численні скульптурні мініатюри, що зображують чоловіків і жінок різних видів діяльності: вояків, ткаль, правителів, божеств.

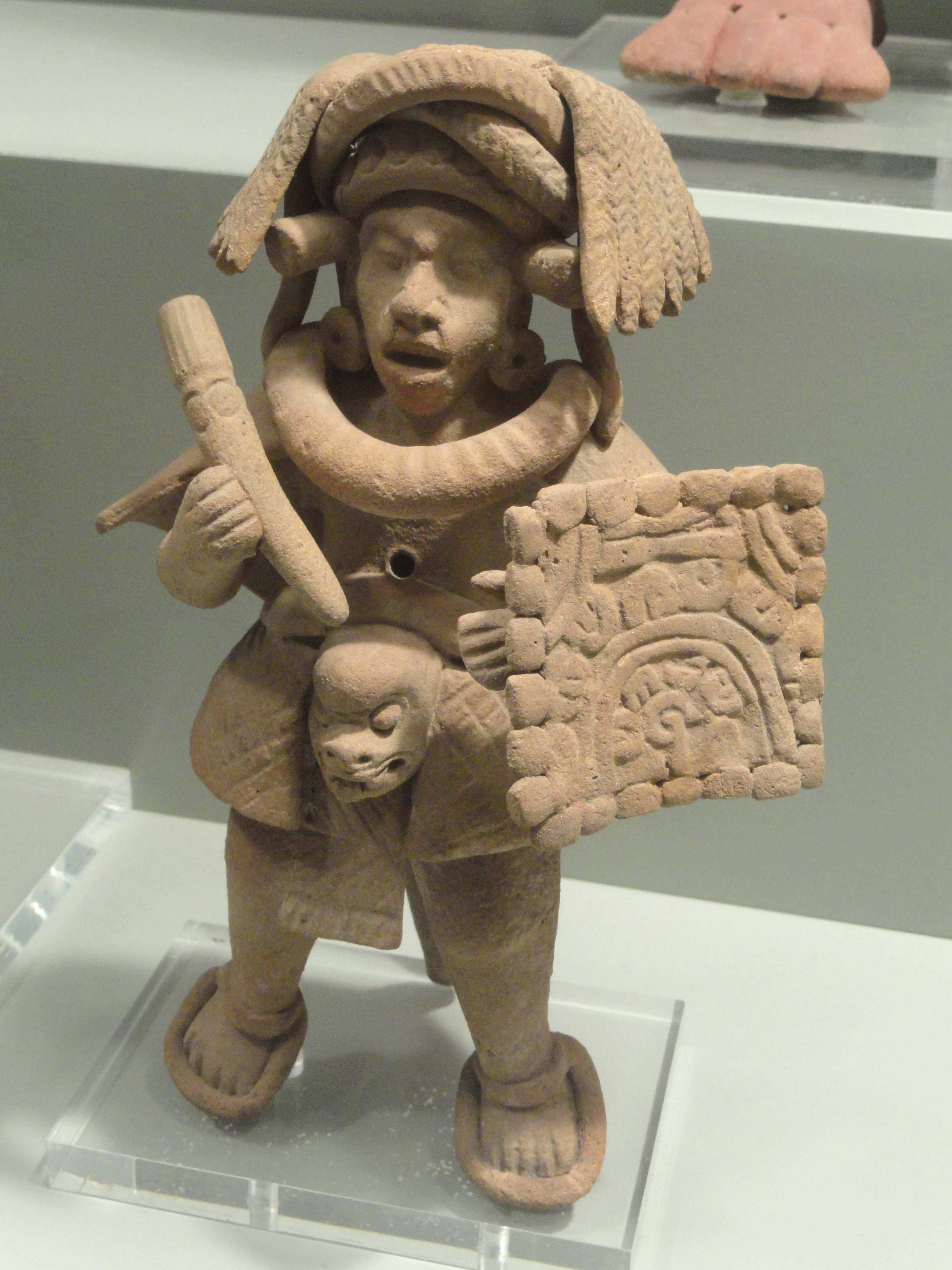
Вояк
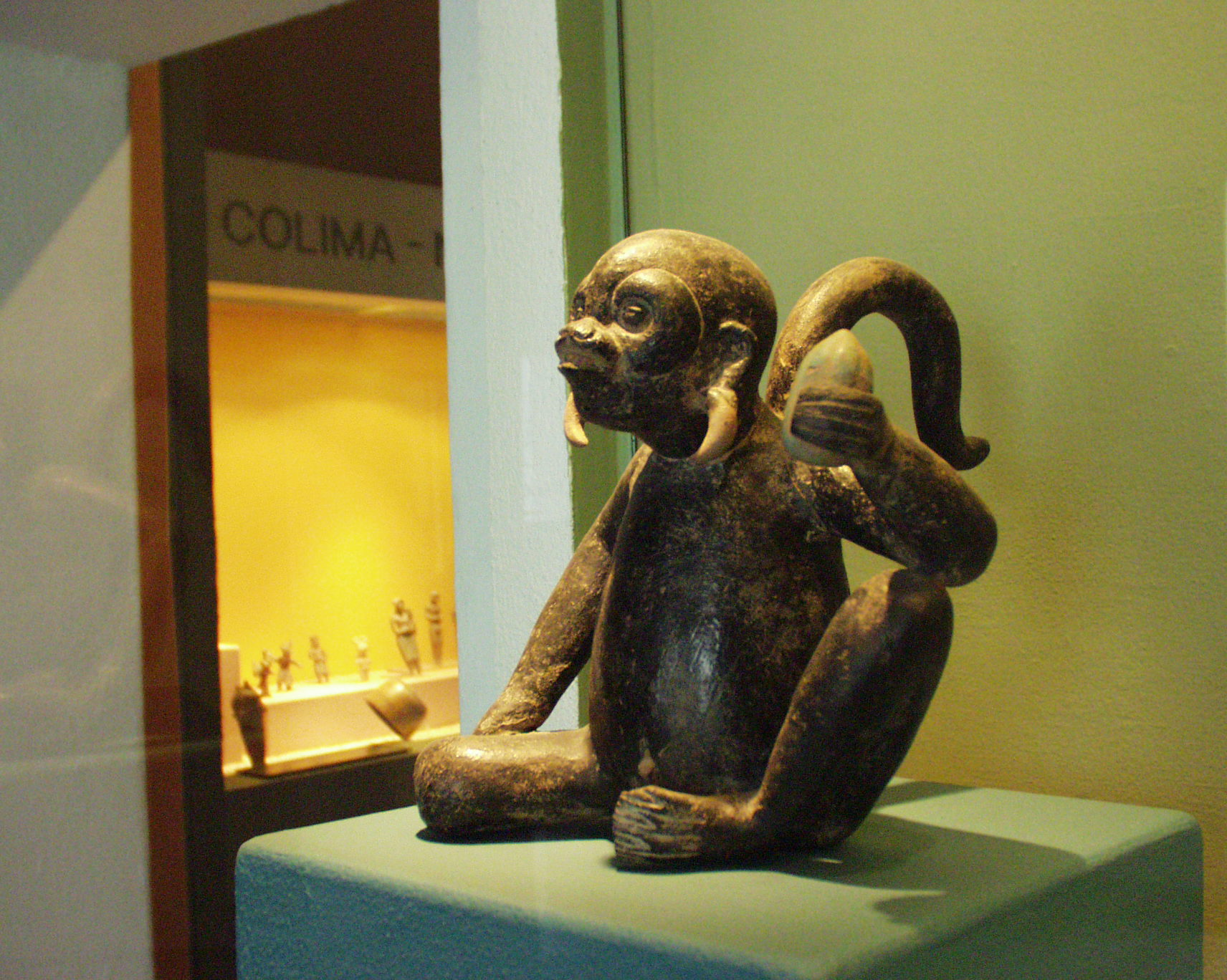

### Кераміка
Гончарне виробництво не досягло рівня ацтекської кераміки. Воно відповідало побутовим і культовим вимогам. Уславилися виробництвом кубків з текалі (алебастру), які ретельно полірували. На них зазвичай зображували фрукти або тварин. В перший тотонаки вироблялися також доволі тонку кераміку.
Вироби з глини доволі пластичні і виразні, розфарбовані насамперед чорною фарбою. З кривавим культом тотонаків дивно контрастують численні знахідки пластичного зображення незмінно сміється людського обличчя або дитячого личка (запозичено в культури Веракрус). Ці фігурки є прототипами зображень Шочіпіллі, сапотекского і ацтекського бога, покровителя квітів, радості, музики, танцю і поезії.
Наприкінці XV ст. в кераміці вже позначився сильний центральномексиканський вплив. Розписна кераміка, алебастрові посудини і хрестоподібні гробниці, які відносяться до культурному комплексу пуебло-міштеки з центром у Чолула, зустрічаються в багатьох місцях тотонаків.
За часів колоніалізму зазнало значного впливу європейських технік.

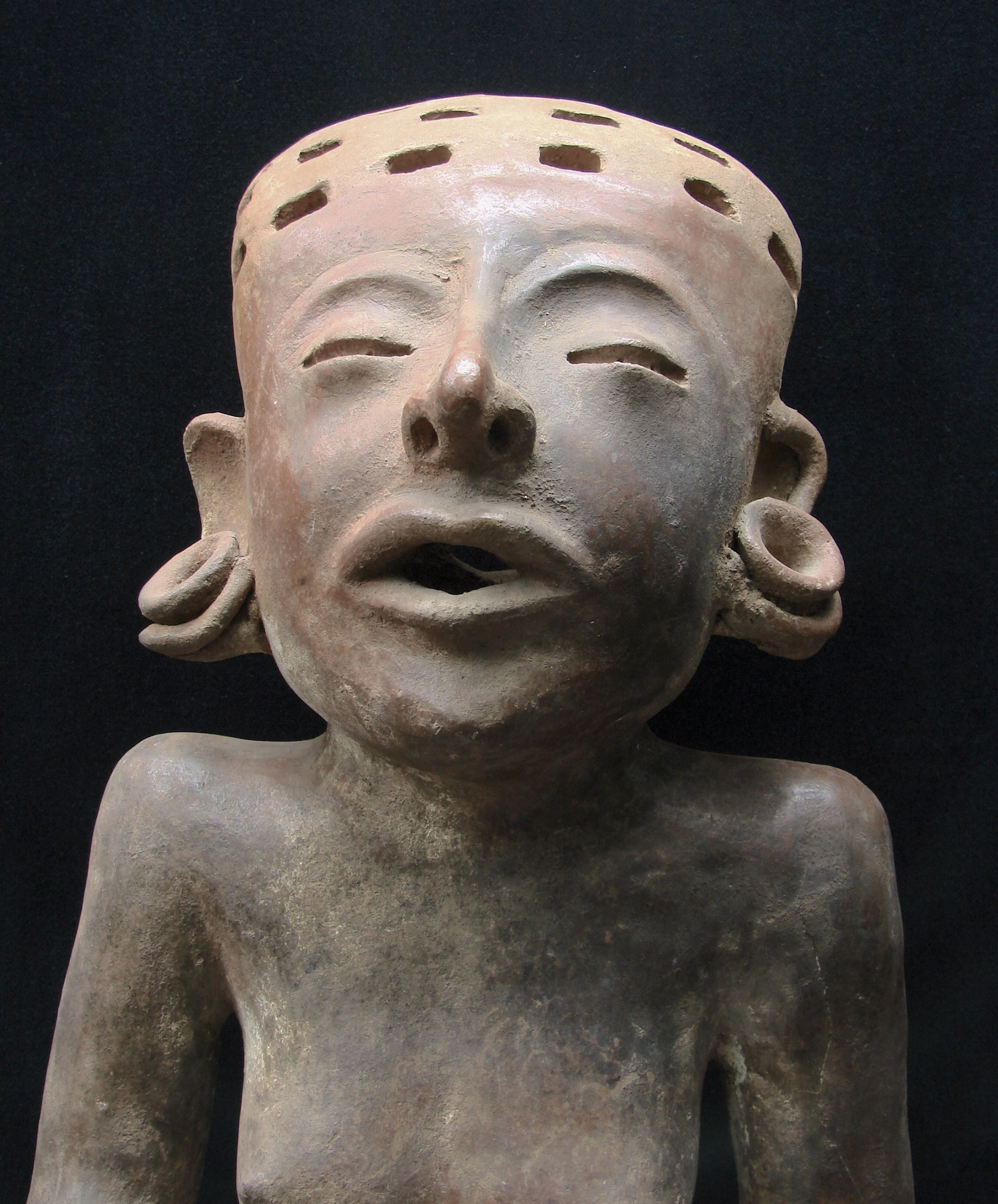
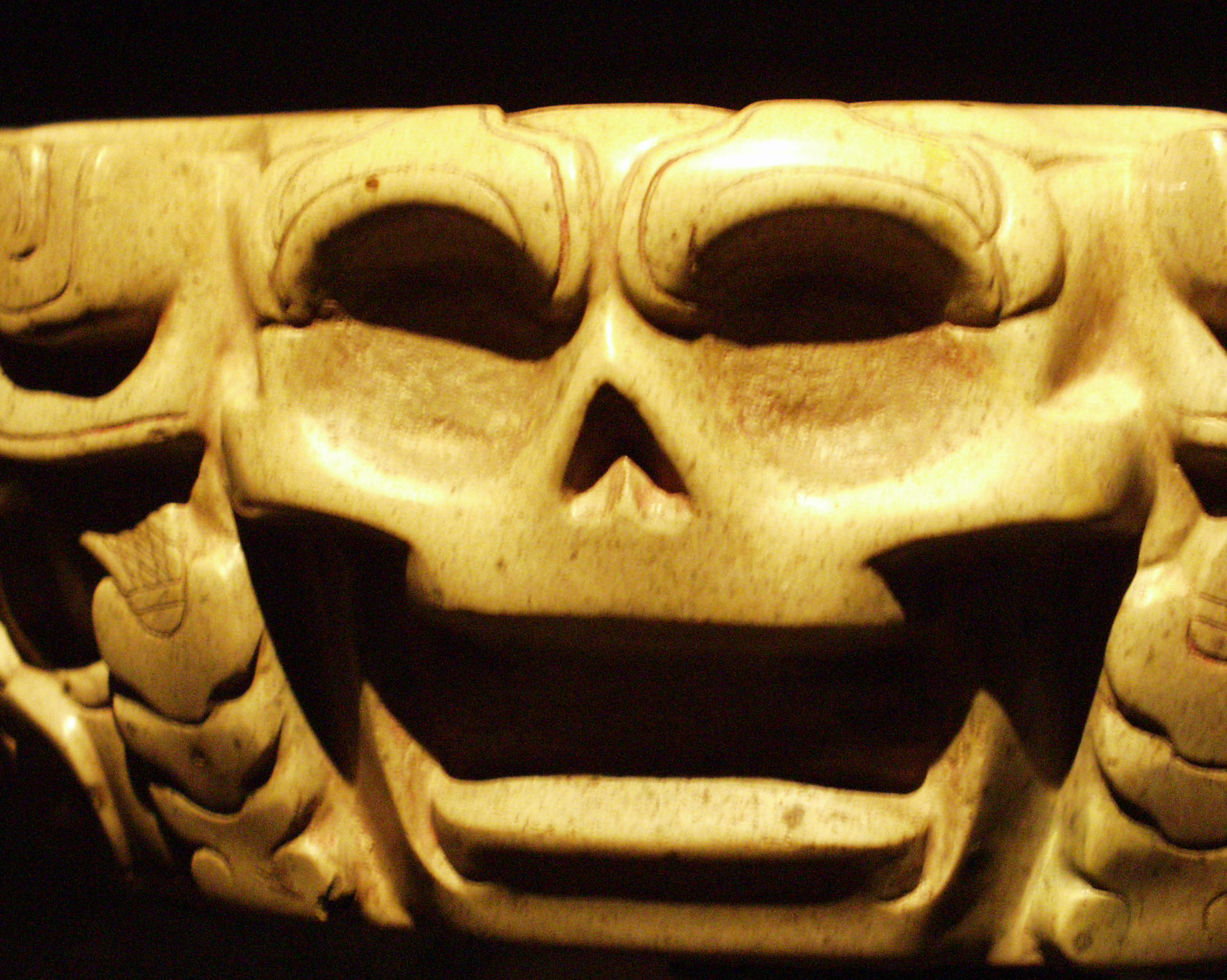
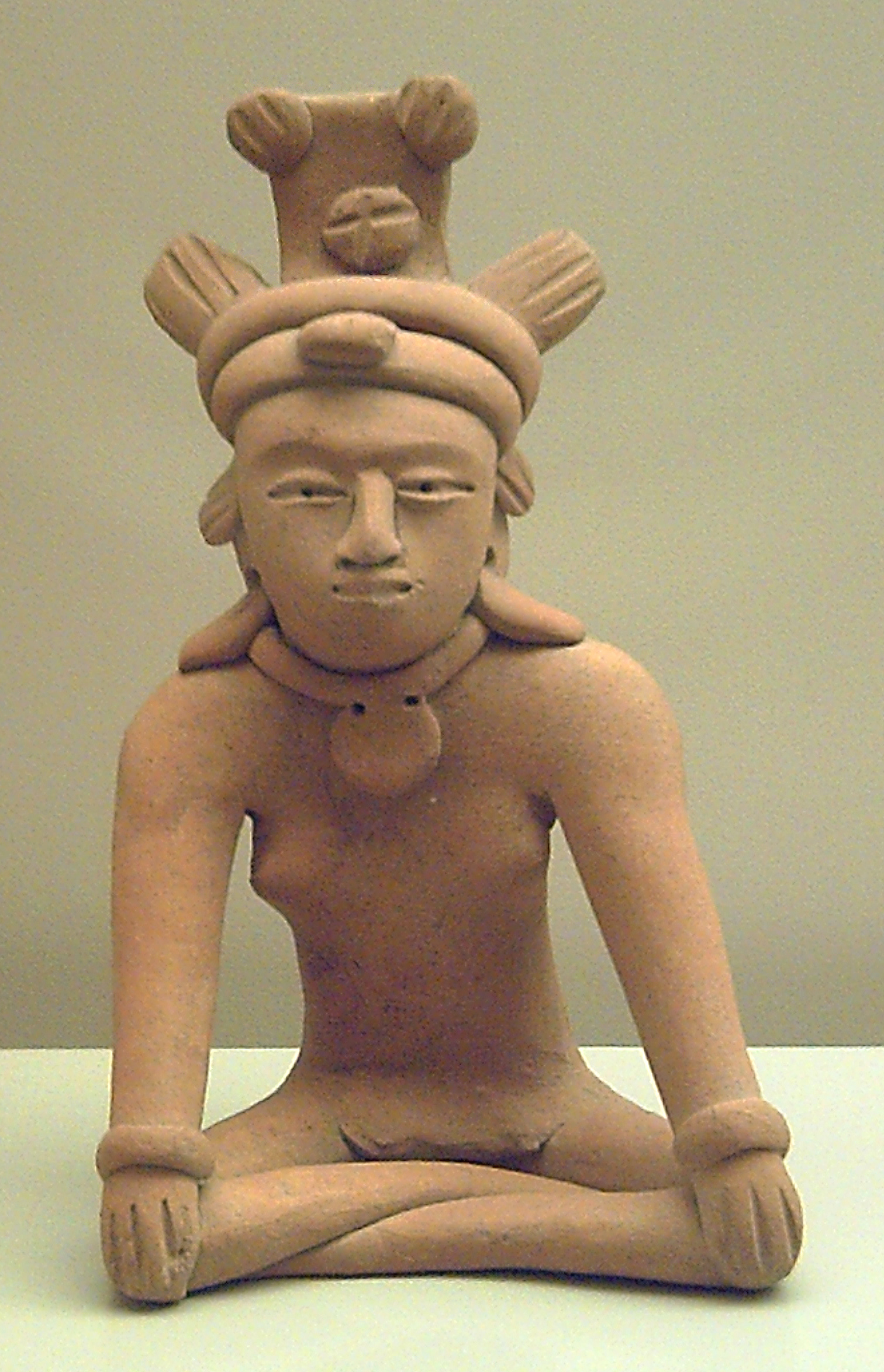
Жіноча фігура
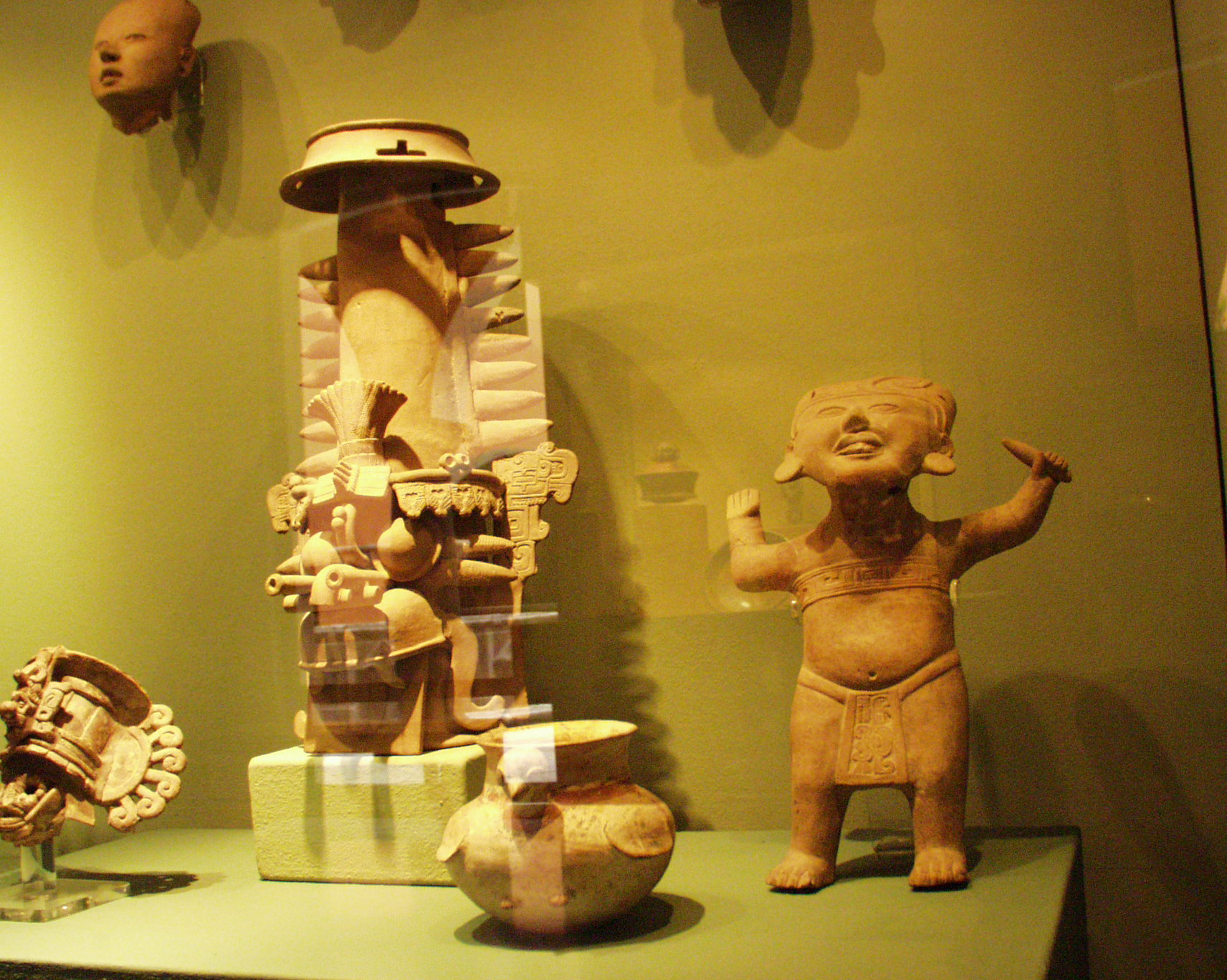

### Ткацтво
В тотонаків здавна було розвинено виробництво тканин і одяг. Навіть данину ацтекам тотонакські поселення сплачували частково саме ними. Вироблялися різноманітні сороки, спідниці, накидки на кшталт пончо, нарукавні пов'язки.

### Звичаї
Танці та фестивалі є важливою складовою їхньої культури. Індіанці зберегли багато старих традицій і ритуальних ігор, зокрема популярний воладор («літаючий»). Гра полягає в тому, що до верхнього кінця дуже високого стовпа прилаштовується пристрій, що крутиться. До нього на довгих мотузках прив'язуються молоді хлопці головою вниз. Розкручуючись навколо стовпа, вони можуть мовби ширяти подібно птахам. Воладор — неодмінний атракціон народних свят, на які прагнуть потрапити туристи.

### Вірування
Важливим джерелом щодо вірувань тотонаків є праця Берналь Діас дель Кастільо. В давнину (до появи європейців) були поганами. Спочатку релігійним центром тотонаків був Ель-Тахін, у XIII ст. його змінило місто Семпоала. Як у більшості месоамериканських індіанських культур основою культу були людські жертвопринесення.
Головним богом тотонаків був бог дощу. Загалом основний пантеон тотонаків складався з богині небес, богу сонця, богу кукурудзи. Їм служили сотні жерців. Експедиція Кортеса бачила в Семпоалі багатьох жерців, одягнених в чорне, з волоссям, залитих кров'ю безлічі людських жертв. Найбільше таких жертв приносилося богові дощу. Крім звичайних жертвоприношень, як в ацтеків і мая, тотонаки регулярно приносили в жертву дітей. Під час великих свят, що проводилися кожен 3 рік, кров дітей змішувалася з запашним соком деяких дерев і насінням рослин. Жерці, готуючи цю суміш, наділяли нею всіх дорослих учасників обряду.
Із затвердженням у Мексиці іспанської колоніальної влади та католицької церкви, тотонаки поступово перейшли у християнство. Вже 1523 року францисканські ченці почали свою діяльність серед тотонаків високогір'я. Ченці-августинці прибули у 1533 році для звернення тотонаків, що жили вздовж кордонів регіонів Ідальго, Пуебли і Веракрусу. На сьогодні більшість тотонаків є католиками, але зберігаються залишки традиційних вірувань.